# Centrolene charapita
Espèce
Centrolene charapita est une espèce d'amphibiens de la famille des Centrolenidae.

## Répartition
Cette espèce est endémique de la région d'Amazonas au Pérou. Elle se rencontre à environ 682 m d'altitude.

## Publication originale
- Twomey, Delia & Castroviejo-Fisher, 2014 : A review of northern Peruvian glassfrogs (Centrolenidae), with the description of four new remarkable species. Zootaxa, no 3851, p. 1-87.